# جزيرة كيرومبوتان
جزيرة كيرومبوتان وهي جزيرة من جزر إندونيسيا، وتتبع في إقليم كليمنتان الجنوبية في إندونيسيا.